# 杜福爾 (加利福尼亞州)
杜福爾（英語：Dufour）是位於美國加利福尼亞州優洛縣的一個非建制地區。該地的面積和人口皆未知。

## 地理
杜福爾的座標為38°45′43″N 121°50′35″W / 38.76194°N 121.84306°W，而該地的平均海拔高度為21米（即69英尺）。